# Municipio de Jackson (condado de Polk)
El municipio de Jackson (en inglés: Jackson Township) es un municipio ubicado en el condado de Polk en el estado estadounidense de Misuri. En el año 2010 tenía una población de 864 habitantes y una densidad poblacional de 7,33 personas por km².

## Geografía
El municipio de Jackson se encuentra ubicado en las coordenadas 37°28′5″N 93°32′58″O / 37.46806, -93.54944. Según la Oficina del Censo de los Estados Unidos, el municipio tiene una superficie total de 117.92 km², de la cual 117,5 km² corresponden a tierra firme y (0,36 %) 0,42 km² es agua.

## Demografía
Según el censo de 2010, había 864 personas residiendo en el municipio de Jackson. La densidad de población era de 7,33 hab./km². De los 864 habitantes, el municipio de Jackson estaba compuesto por el 95,02 % blancos, el 1,97 % eran amerindios, el 0,35 % eran asiáticos, el 0,69 % eran de otras razas y el 1,97 % eran de una mezcla de razas. Del total de la población el 2,08 % eran hispanos o latinos de cualquier raza.